# Коломієць Олександр Олександрович
Олекса́ндр Олекса́ндрович Коломі́єць (24 жовтня 1989, с. Драбівці, Золотоніський район, Черкаська область — 7 грудня 2018, Богданівка, Волноваський район, Донецька область) — український військовик, молодший сержант Збройних сил України, учасник російсько-української війни.

## Життєпис
Народився 24 жовтня 1989 року у селі Драбівці (Золотоніський район, Черкаська область); мешкав у селі Маркізівка. 2007 року закінчив Драбівецький НВК. Працював охоронцем у фірмі «Агротрейд», після проходження строкової служби в 72-й бригаді, працював охоронцем у різних фірмах міста Черкаси до липня 2014 року.
В часі війни — молодший сержант, заступник командира бойової машини — навідник-оператор БМП-2 1-го відділення гірсько-штурмового взводу 2-ї роти 2-го батальйону 128-ї бригади; з 31 липня 2014 року до жовтня 2015-го служив за мобілізацією. У боях за Дебальцеве зазнав контузії, після лікування боронив Станицю Луганську. 31 березня 2016 року підписав контракт.
7 грудня 2018 року загинув увечері від смертельного кульового поранення (постріл снайпера) під час виконання бойового завдання на спостережному посту поблизу села Богданівка (Волноваський район).
10 грудня 2018 року похований у селі Маркізівка.
Без Олександра залишилися батьки і сестра.

## Нагороди та вшанування
- Указом Президента України № 47/2019 від 28 лютого 2019 року «за особисту мужність і самовіддані дії, виявлені у захисті державного суверенітету та територіальної цілісності України, зразкового виконання військового обов'язку» — нагороджений орденом «За мужність» III ступеня (посмертно)[3].
- Відзнакою Президента України «За участь в антитерористичній операції».
- «Дебальцевський Хрест».
- Нагрудний знак «Гідність та Честь».
- Почесна відзнака «Холодний Яр».
- Почесна відзнака «За заслуги перед Черкащиною» (посмертно).
- На фасаді школи в с. Драбівці, де навчався Олександр, встановлено меморіальну таблицю в пам'ять про нього.
- Вшановується в меморіальному комплексі «Зала пам'яті», в щоденному ранковому церемоніалі 7 грудня[4][5].

## Галерея

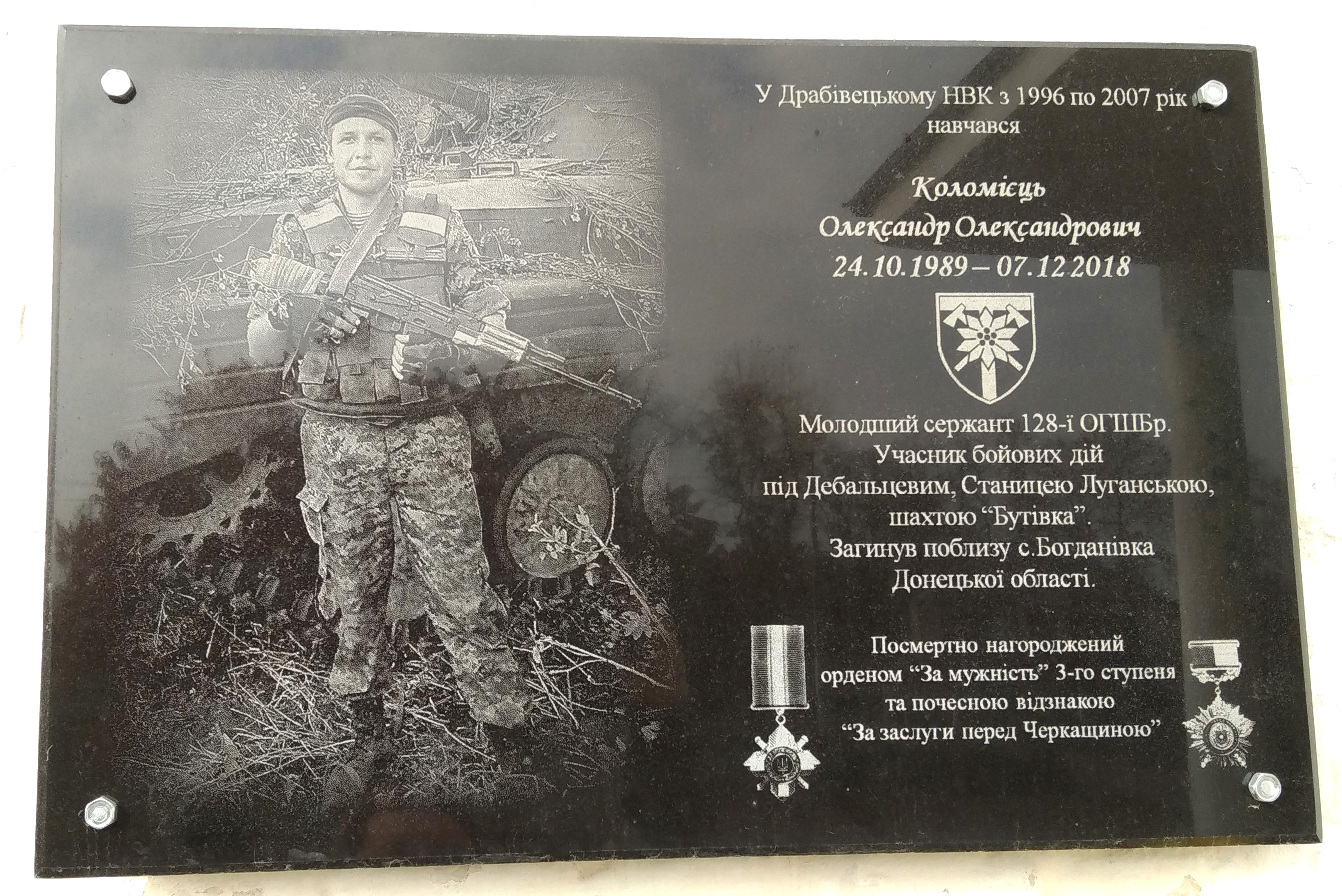
Меморіальна дошка Олександру Коломійцю на фасаді школи у с. Драбівці
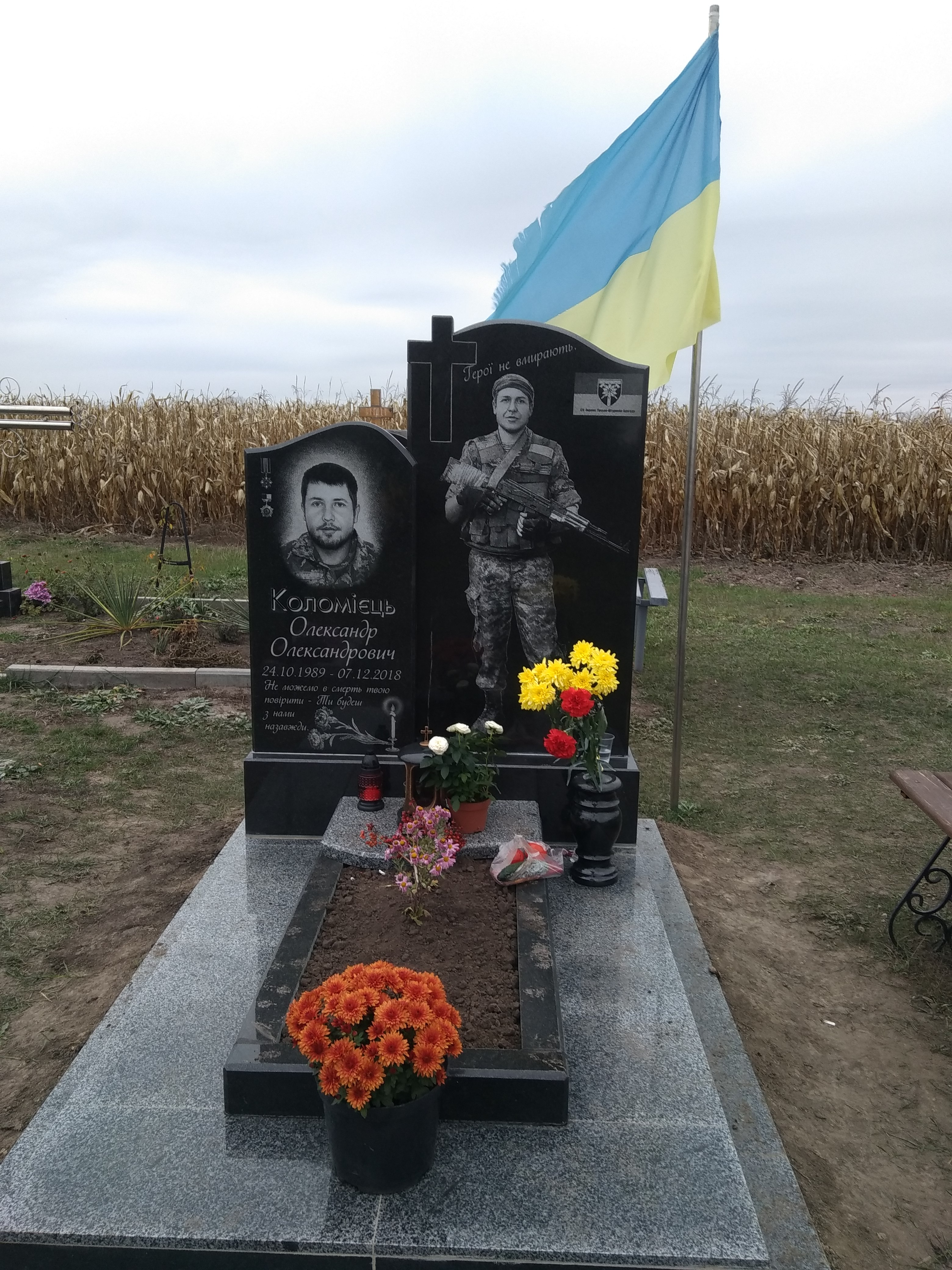
Могила Олександра Коломійця у с. Маркизівка